# Pueblo igbo
El pueblo igbo (llamados ibos antiguamente por los colonos británicos) es una de las etnias más extendidas en África.La mayor parte de los igbos se encuentran en el sudeste de Nigeria, donde constituyen el 17 por ciento de la población; también pueden encontrarse en un número significativo en Camerún, Haití y Guinea Ecuatorial. Fuera de África existe una colectividad importante en los Estados Unidos, y en menor medida en Reino Unido, Australia y Canadá. Su idioma o lengua es el igbo. Son cristianos en su casi totalidad. Hay 25 millones de igbos, y 19 millones hablan el idioma y sus dialectos, es decir, sus variantes regionales, aunque hoy en día la mayoría hablan inglés como segundo idioma. A 2016 las estimaciones de población y hablantes igbo en todo el mundo supera los 31 millones de personas. Los estados nigerianos con mayor población igbo son Anambra, Abia, Imo, Ebonyi y Enugu. Los igbos constituyen cerca del 25 por ciento de la población de Delta y Rivers.

## Idioma

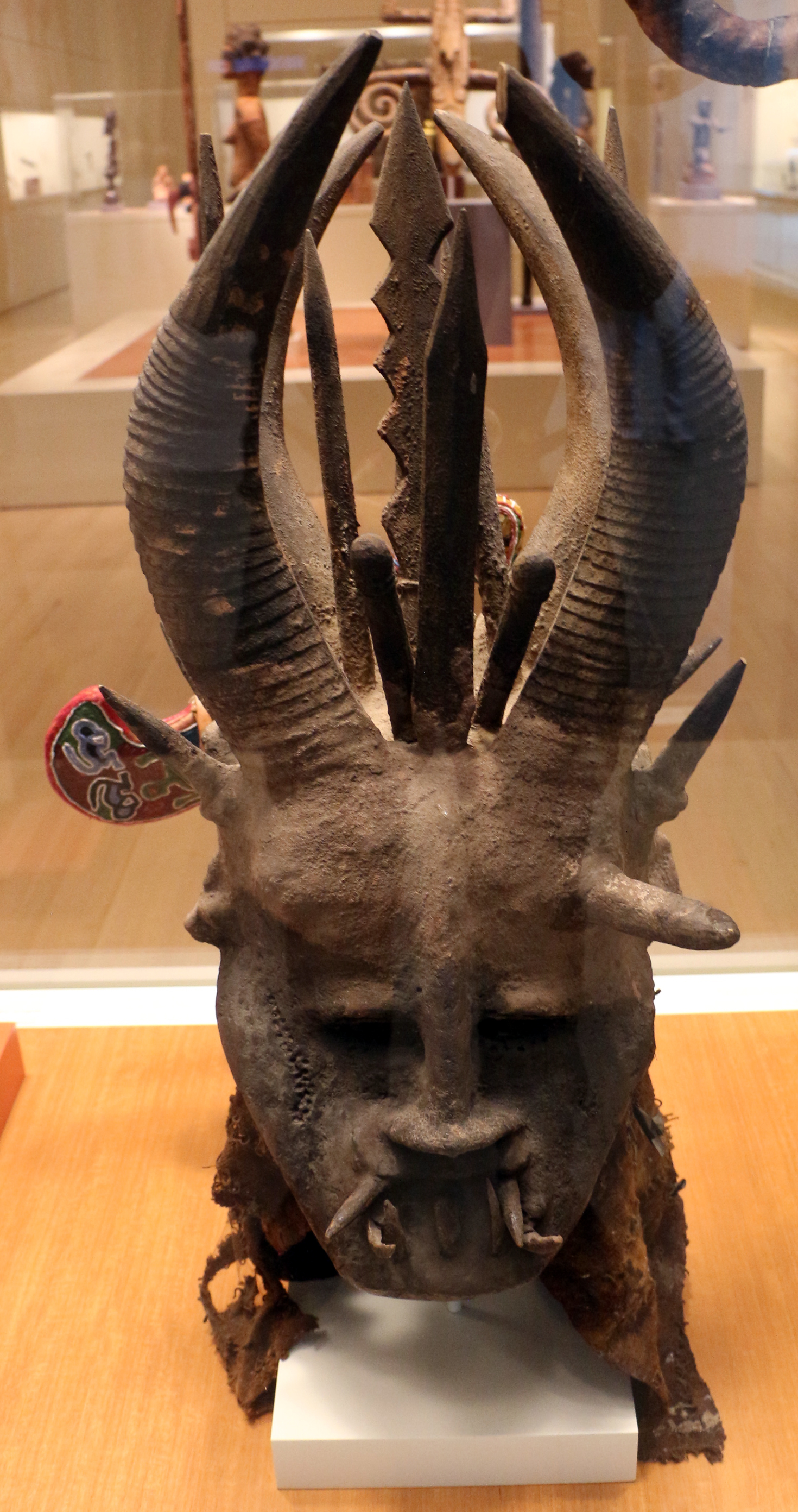
Máscara ceremonial igbo. Museo de Indianápolis

Con el nombre de igbo se designa también la lengua propia del conjunto de pueblos que conforman la etnia. A 2016 se estimaba que 31.367.000 personas hablaban igbo contando tanto la población asentada en territorio africano como en el resto del mundo. Forma parte del tronco Níger – Congo /Atlantic-Congo/Volta-Congo/Benue-Congo/Igboide.
A su vez las lenguas igboides se dividen en ekpeye e igbo (también llamado núcleo igbo). Dentro de la sub clasificación del núcleo igbo se encuentran las variantes /Ezaa/Igbo/Ika/Ikwere/Ikwo/Izii/Mgbolizhia/Ogbah/Ukwuani-Aboh-Ndoni, todas de origen nigeriano. Cada una de ellas cuenta con dialectos regionales.

### Lengua e identidad
El idioma igbo tiene docenas de dialectos, que se desarrollaron porque la zona igbo era una agregación de pueblos y aldeas autónomos, separados por una densa maleza. Antes del siglo XX, habría sido incorrecto hablar de los igbo como un solo pueblo; estaban formados por más de doscientos grupos separados. Aunque sus costumbres e idiomas estaban claramente relacionados, cada grupo podría haber sido considerado una sociedad distinta, abarcando quizás veinte o treinta pueblos. Un igbo que se alejaba 50 km de su aldea podía tener grandes dificultades para hacerse entender en otra aldea de la región. Sin embargo, durante el período colonial (1900-1960) muchos igbos se congregaron en centros urbanos y se dieron cuenta de que lo que pensaban que eran idiomas distintos en realidad eran dialectos diferentes del mismo idioma y que todas las personas de habla igbo tenían similares bases culturales y organización sociopolítica. En ese sentido, el concepto de identidad igbo común es un producto del siglo XX.

### Hablantes igbo por país
| País              | Hablantes  |
| ----------------- | ---------- |
| Australia         | 2000       |
| Canadá            | 1900       |
| Estados Unidos    | 227 000    |
| Camerún           | 116 000    |
| Gambia            | 6900       |
| Ghana             | 67 000     |
| Guinea Ecuatorial | 58 000     |
| Nigeria           | 30 880 000 |
| Reino Unido       | 8000       |

## Historia

Territorio igbo

### Origen

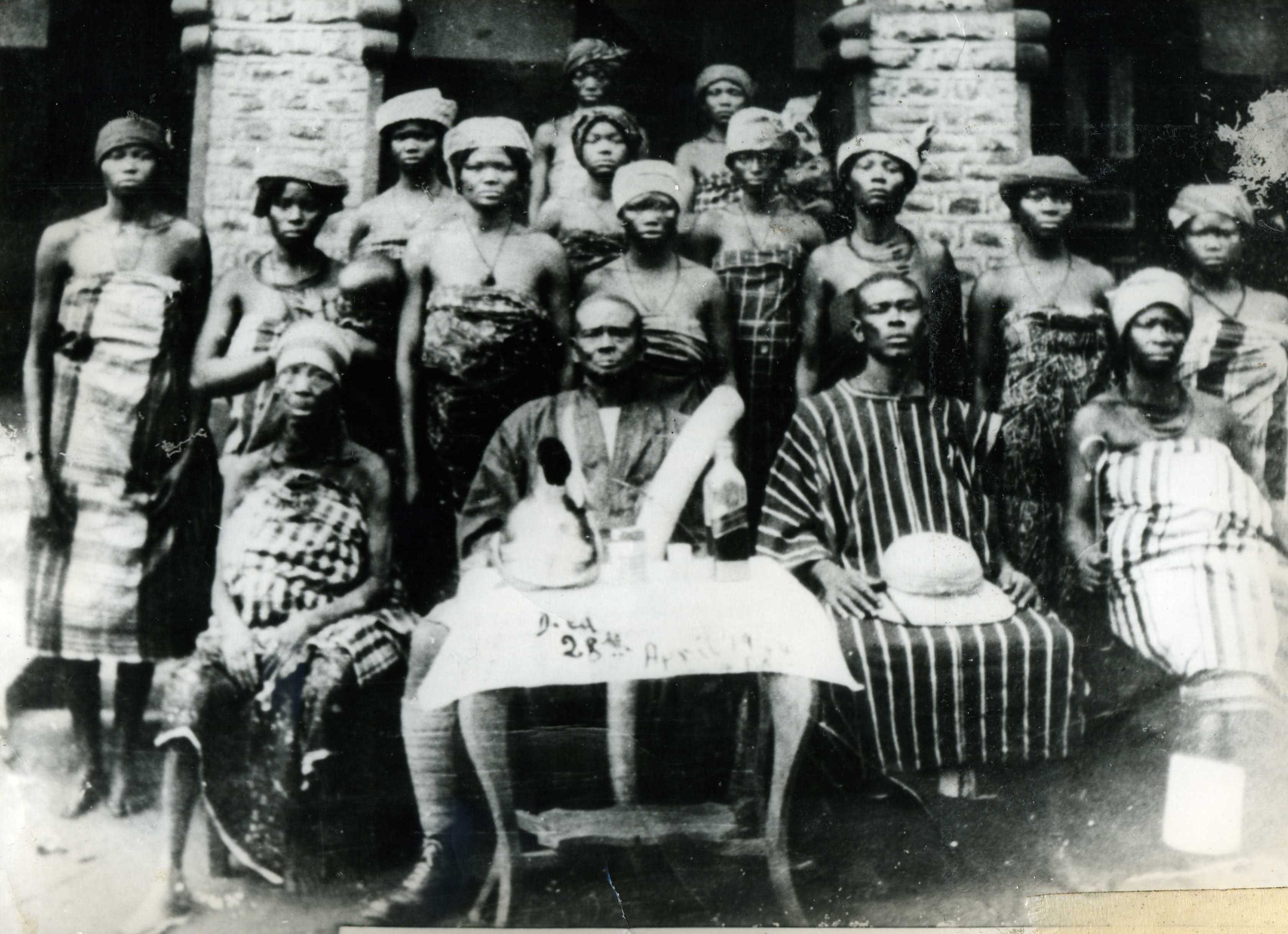
Ojiako Ezenne (centro), con su madre (a su derecha), su hermano (Nnoli Ezenne) y sus esposas. Alrededor de 1913

La conexión lingüística entre igbos, igalas, yorubas e idiomas hace pensar en la existencia de un grupo común antecesor de habla nigercongolesa de la que formaron parte hace entre 5 y 6 mil años de antigüedad. El yacimiento de Igbo-Ukwu permitió rescatar un asentamiento de la Edad de Piedra en la región, vestigio de la quema de maleza de entre 11 y 6 milenios de antigüedad, indicios de una agricultura datada en 3 mil años y elementos fabricados con hierro de fechas posteriores. Las excavaciones en Igbo-Ukwu permitieron también obtener indicios de una posible ruta comercial con el norte de África en torno al siglo IX d. C.
La tradición oral, como sucede en otras etnias de África Occidental, sitúa el origen del pueblo igbo en Egipto desde donde habrían emprendido una larga marcha al sur hasta sus actuales territorios en Nigeria. Los hallazgos arqueológicos como los de Igbo-Ukwu permitieron dar una explicación a esa memoria histórica de los igbo al comenzar a investigarse una posible ruta comercial con Egipto al menos desde el siglo IX, que permitiera la llegada de pobladores desde la zona del Nilo.
Otra teoría sostiene que la cultura igbo es producto de la influencia de las tradiciones nok, ife y Benín, más próximas a sus emplazamientos sobre el Níger. Las investigaciones etnográficas, arqueológicas y lingüísticas sostienen que proceden de zonas próximas a la confluencia de los ríos Benue y Níger. Probablemente su asentamiento primitivo estuvo entre las poblaciones de Owerri y Umuahia desde donde entre los siglos XI y XII se desplazaron a ambas orillas en la región norte del Delta del Níger y extendieron sus territorios hasta las cuenca del Cross River.
Los de la zona occidental recibieron influencias de Benín. Los de la zona oriental se organizaron en territorios independientes integrados por linajes donde el decano de los ancianos era la máxima autoridad.

### Reinos

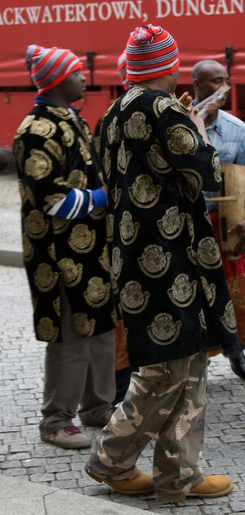
Hombres vestidos de Isiagu contemporáneo con el sombrero masculino del ceremonial igbo okpu agu

La aldea es la unidad política principal y está gobernada por un consejo de cabezas de familia. En algunos momentos de la historia varias aldeas se unieron bajo la autoridad de la jefatura de un linaje, como en el caso de los reinos de Aboth, Onitsha y Oguth. Sus reyes llevaron el título de obi.
Igbo Ukwu (Ikwu) fue probablemente la capital de un gran reino igbo entre los siglos XIV y XV. En sus yacimientos se encontraron grandes cantidades de objetos de bronce llegados de distintos lugares. Este gran mercado estaba gobernado por un rey sacerdote, el Eze Nzi.
A partir del siglo XV, los portugueses, y más tarde los ingleses y holandeses, comenzaron a comerciar con los igbo por, entre otras cosas, marfil y cautivos. El comercio aumentó sustancialmente después del desarrollo de la trata de esclavos transatlántica (comercio triangular) entre los siglos XVI y XVII. A finales de la década de 1700, la mayoría de las personas que se llevaron del interior de Nigeria eran igbo, que fueron enviados a puertos en el sur de los Estados Unidos o el Caribe.
Los igbo estaban en constante conflicto con el pueblo ibibio, un grupo delta vecino con el que compartían muchas prácticas culturales. A principios del siglo XVIII, los igbo derrotaron a los ibibio con la ayuda de los akpa (etnia efik), otro grupo del delta del Níger que probablemente había comprado armas de fuego a comerciantes europeos. Después de su victoria, los igbo desarrollaron una confederación formada por pueblos igbo-ibibio, liderados por jefes igbo, que usaban la autoridad del oráculo arochukwu para dominar el comercio de esclavos del delta.

### Colonialismo británico

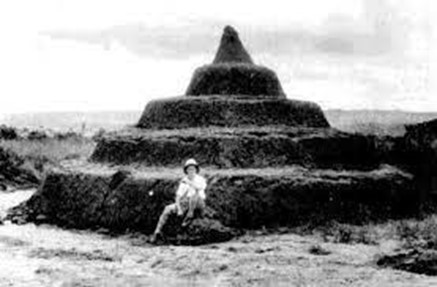
Una pirámide de Nsude en 1935.

A pesar de la abolición del comercio de esclavos en Gran Bretaña en 1807, los igbo continuaron comerciando cautivos con el pueblo ijo e ibibio. A partir de entonces, el comercio de bienes para los comerciantes europeos se trasladó a productos básicos como especias, productos forestales y aceite de palma.
A través de su organización secreta ekumeku combatieron a los colonizadores ingleses entre 1898 y 1911.
La Nigeria colonial tenía un gobierno centralizado y se dividía en tres regiones: la del norte de mayoría hausa-fulani; la región del suroeste de mayoría yoruba y la del sudeste de mayoría igbo. Esta última fue la región que más rápidamente se adaptó a los cambios de la colonia europea, y los igbo aprovecharon las oportunidades educativas para adaptarse al sistema capitalista, la vida urbana, las funciones burocráticas y las profesiones liberales. Con ello lograron un dinamismo social y económico que fue visto con recelo por los hausa-fulani y yorubas.

### Revuelta de las mujeres de Aba

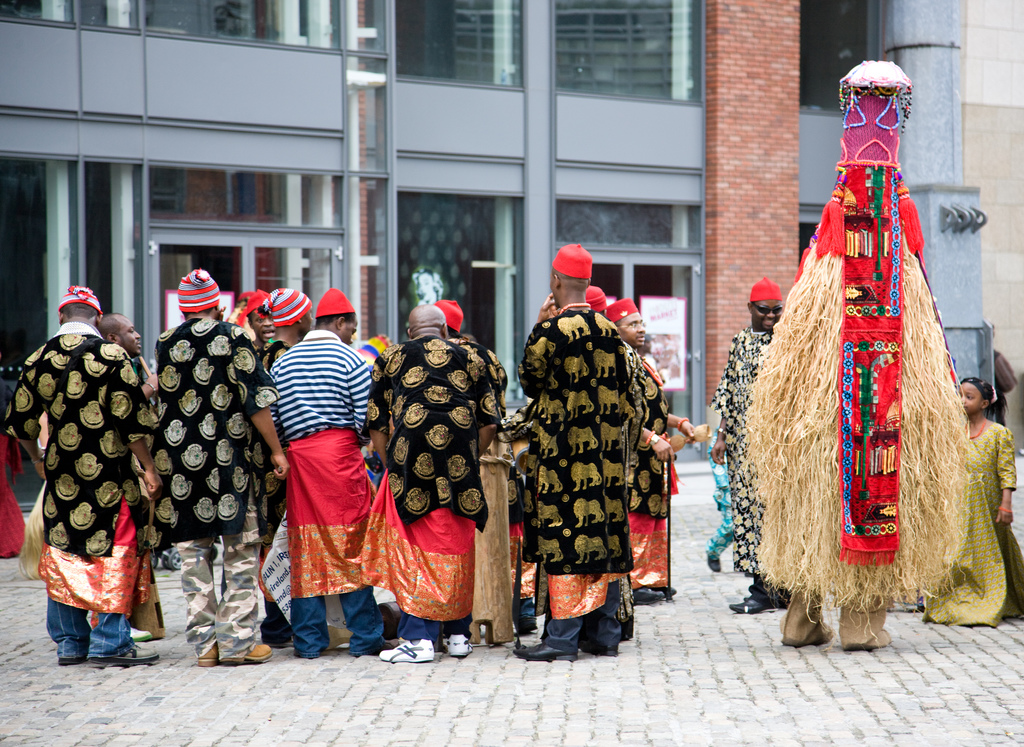
Celebración igbo del New Yam festival en Dublín, Irlanda

En 1929 mujeres igbo de Aba y Owerri se rebelaron contra los jefes nativos al servicio de la colonia inglesa tras el aumento de impuestos y la baja de los precios de los productos que ellas vendían. Atacaron algunos símbolos del dominio colonial, como los tribunales nativos de Lugard y a sus oficiales. La Revuelta de las mujeres de Aba, como se conoció el episodio, se extendió y llevó a las autoridades británicas a llamar a la policía. El 17 de diciembre de 1929, la policía disparó contra una multitud de manifestantes, matando a 32 e hiriendo a otros 31.

### Huelga nacionalista e independencia

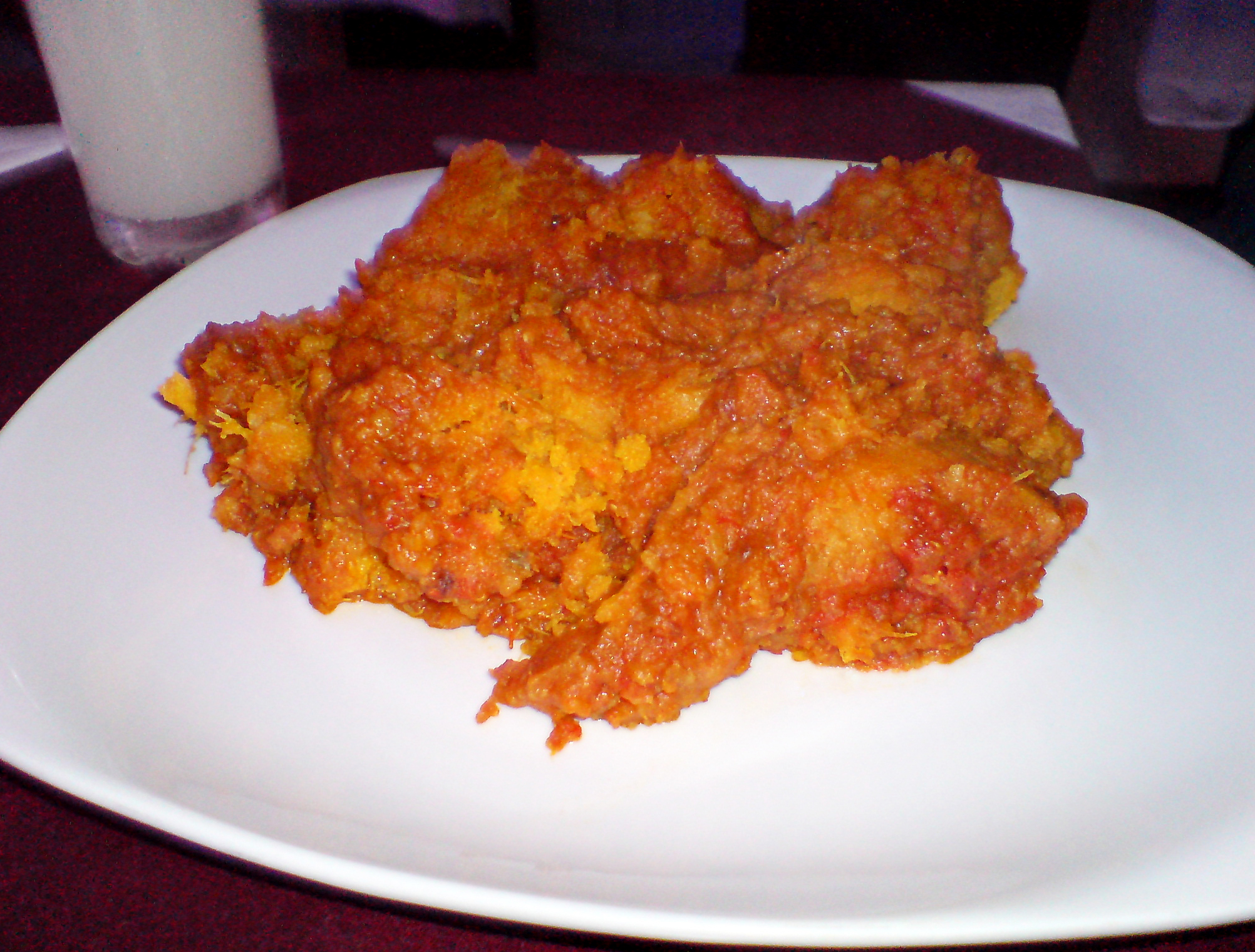
Gachas de ñame (awaj)

En la década de 1940, un número significativo de igbos comenzaron a emigrar a Lagos en busca de trabajo. Algunos consiguieron empleos en servicios, como ferroviarios o tenderos, pasando a engrosar la incipiente clase media. La urbanización de una parte del pueblo igbo tuvo consecuencias en su participación política. El nacionalismo nigeriano encontrará en un hablante igbo, Nnamdi Azikiwe (1904-1966) y en Hebert Macaulay (1864-1946) a los líderes del Consejo Nacional de Nigeria y Camerún. Azikiwe, quien se hizo conocido como el padre del nacionalismo nigeriano moderno, encabezó una huelga general contra el gobierno colonial en 1945. Azikiwe fue elegido presidente de Nigeria cuando el país se convirtió en república en 1963.

### República de Biafra
Los igbo asentados en territorios hausa, al norte de Nigeria sufrieron un largo proceso de discriminación por parte de la mayoría hausa que terminó en duros enfrentamientos, el ajusticiamiento de civiles igbo y la huida al sur de muchos de ellos. En ese contexto un grupo de oficiales jóvenes de origen igbo participaron de un golpe de Estado en 1966 que puso en el gobierno al general de origen igbo, Ironsi. Pero el golpe terminó en fracaso y en represalia la región histórica igbo fue dividida en dos estados con el objetivo de debilitarlos.
En mayo de 1967, el descontento y el miedo por la dirección que estaba tomando la república de Nigeria llevaron a la Región Oriental, dominada por los igbo, a separarse y formar la República de Biafra. A su vez, esta rebelión provocó una prolongada guerra civil en Nigeria. El ejército nigeriano desmanteló el gobierno y sometió Biafra en 1970. Tras la guerra la reintegración de los igbo a Nigeria sigue en conflicto. A los problemas étnicos y culturales se suman en el siglo XXI las diferencias entre cristianos, musulmanes y practicantes de las religiones tradicionales africanas.

## Sociedad

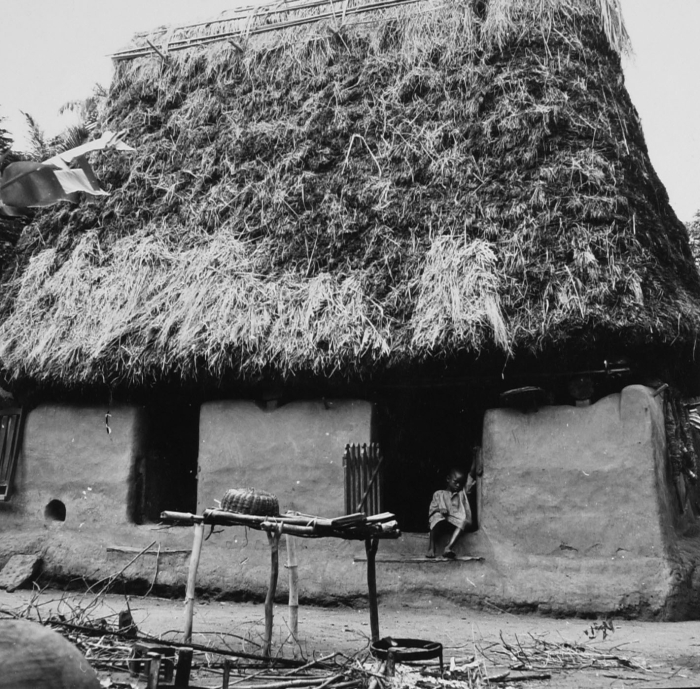
Vivienda tradicional igbo en Anambra, 1967

No se consideraban a sí mismos como un pueblo hasta la llegada de los británicos. Vivían en poblados aislados con unidades políticas independientes. Describiéndose a sí mismos como personas sin rey por su dicho, Igbo enwe eze (Igbo no tiene rey). La aldea era la unidad principal. Consistía en un grupo de chozas pertenecientes a unidades familiares individuales, generalmente del mismo patrilinaje. El mercado y el santuario eran otros espacios de valor social y cultural. Los jefes de familia formaban un consejo que gobernaba la aldea. A la cabeza de la comunidad estaba el mayor de los ancianos, generalmente de un linaje reconocido, que portaba el bastón, símbolo de poder tradicional heredado de los ancestros.
En algunas ocasiones varias aldeas se unían por necesidad bajo el mando de un jefe común al que llamaban okpara. El okpara distribuía títulos y dignidades entre los linajes más relevantes que cumplían funciones religiosas, militares y administrativas, además de las tradicionales de historiador y pregonero. Así se formaron varios reinos (de duración efímera), como el de Aboth, Onitsha y Oguth.
En general los grupos familiares igbo son exógamos. Los hijos pertenecen a los padres si pagaron en su momento la dote matrimonial, de lo contrario se los considera bajo tutela de la madre.
Las clases de edad estructuran el pueblo igbo y dan lugar a organizaciones secretas con gran influencia en el gobierno de la aldea o comunidad. Las más importante son las sociedades Ahozo, Ekpa y Mmwo. Los miembros utilizan máscaras rituales.

## Esclavitud

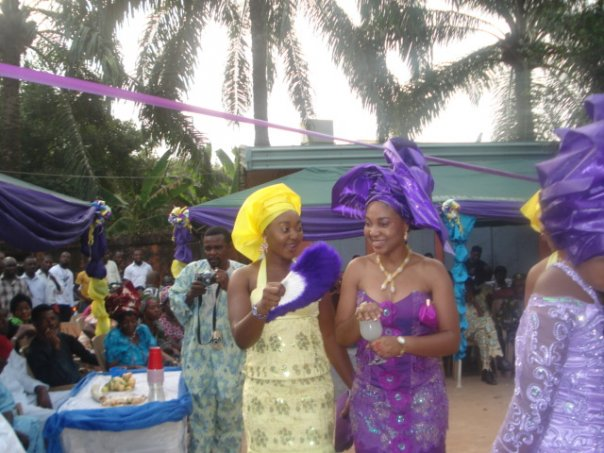
Boda contemporánea igbo, Nnewi, Nigeria

A finales del siglo XVIII el tráfico de esclavos se consolidó en el delta del Níger. La población igbo fue la más castigada, se estima que el 80% de las personas que salieron en esa condición desde puertos nigerianos eran igbos. La falta de un reino fuerte y con defensas unificadas es una de las posibles causas del sometimiento a esclavitud que sufrieron estas comunidades igbo. Se agregan otras causas como la posibilidad de condenar a delincuentes, insolventes y reos de otros delitos a esclavitud en estos territorios. El secuestro y captura de personas era un método habitual de reducir la esclavitud, pero hay autores que mencionan entregas voluntarias por razones de hambre u otras circunstancias.

## Economía

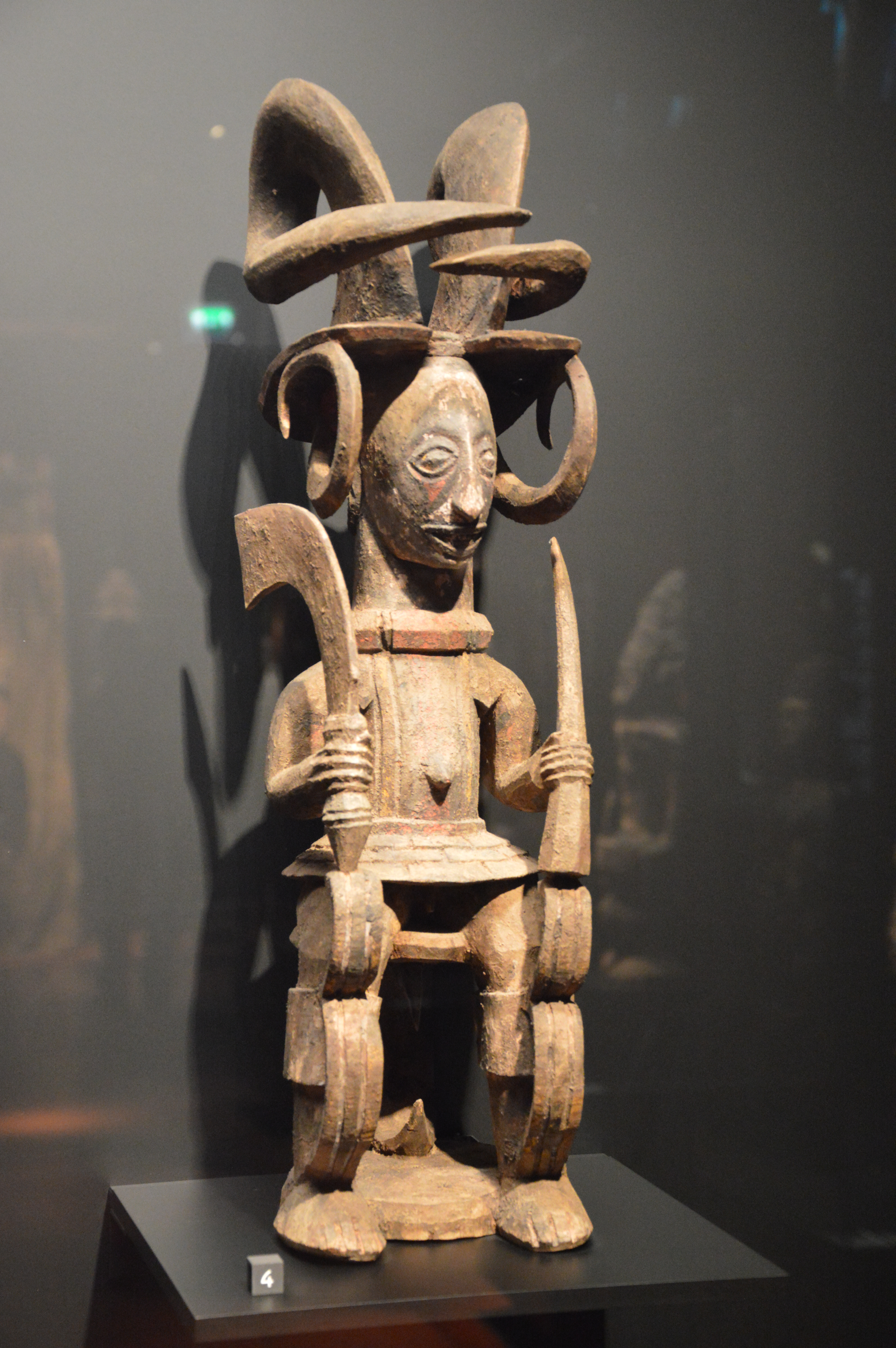
Escultura igbo.

Las mujeres que históricamente no eran tenidas en cuenta en la vida política desempeñaban un papel esencial en la economía tradicional igbo. Eran las encargadas del cultivar gran parte de los alimentos y desarrollar la actividad comercial. A excepción de los grupos del noreste, la mayoría de los igbo vivían en zonas de selva tropical. Eran agricultores de subsistencia y había una clara división del trabajo en los campos basada en el género, con los hombres a cargo del cultivo del ñame. Las mujeres cultivaban todo lo demás, incluyendo mandioca, taro, melón, quimbombó, calabaza, frijoles y, después de que los portugueses lo introdujeron de América, maíz. La posesión de ganado aumentaba el prestigio social del propietario y se utilizaba principalmente para uso ritual en sacrificios. La tierra era propiedad comunitaria de grupos de parientes y se puso a disposición de las personas para la agricultura y la construcción.
Los mercados fueron una de las organizaciones más importantes del pueblo igbo. Eran abiertos a otras etnias y se mantenían sus rutas de acceso con trabajos colectivos desarrollados a lo largo del año.
Con el correr de los años su agricultura tradicional tuvo el aceite de palma como principal producto. También explotaron la pesca.

## Religión

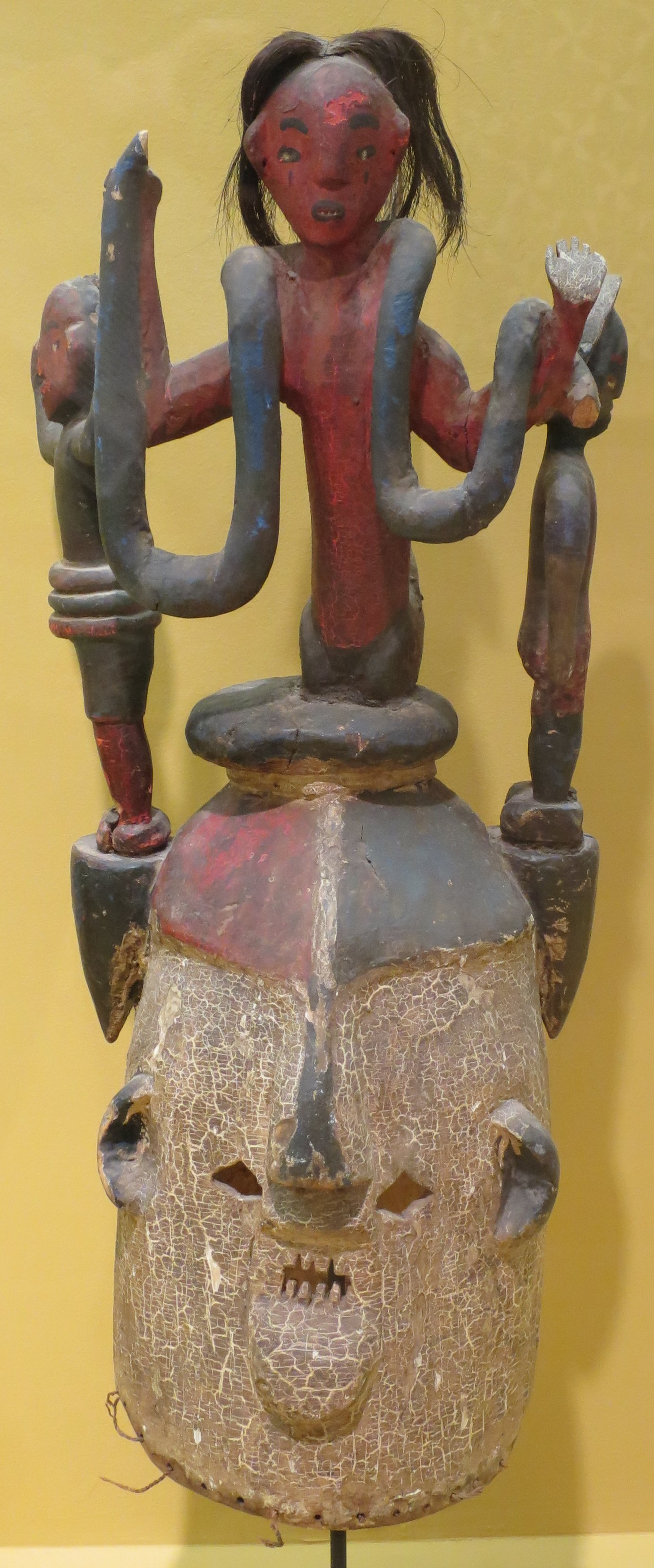
Máscara-casco de Mammy Wata, pueblo igbo o pueblo ibibio, Nigeria, siglo XX, madera, pintura, fibra vegetal, hierro y cabello, Lowe Art Museum

La religión tradicional igbo incluía la creencia en un dios creador, una diosa de la tierra y muchas otras deidades y espíritus. La mayoría de las prácticas religiosas igbo giraban en torno al culto a los antepasados. Los igbo creían que sus antepasados podían protegerlos y ayudarlos en la vida cotidiana, y confiaban en los oráculos y la adivinación para recibir mensajes del reino espiritual.
La labor proselitista de misioneros cristianos desde finales del siglo XIX impuso esa corriente como religión mayoritaria. Conversión incentivada por la oferta formativa de educación occidental que estos ofrecían.

## Igbos destacados
- Chinua Achebe, escritor.
- Africanus Horton, médico y folclorista.
- Nnedi Okorafor, escritora.
- Joshua Uzoigwe, etnomusicólogo.
- Odumegwu Ojukwu, político.
- Ngozi Okonjo-Iweala, economista y ministra.
- Okwui Enwezor, historiador del arte.
- Emeka Okafor, baloncestista.
- Emmanuel Chukwudi Eze, filósofo.
- Havoc, rapero.
- Nwankwo Kanu, futbolista.
- Jay-Jay Okocha, futbolista.
- Optimist Chukwunanu Obioma, contador público y maestro en finanzas.
- Noah Okafor, futbolista.
- Chimamanda Ngozi Adichie, escritora.
- Tyler, the Creator (Ascendencia Igbo), rapero.

## Véase también

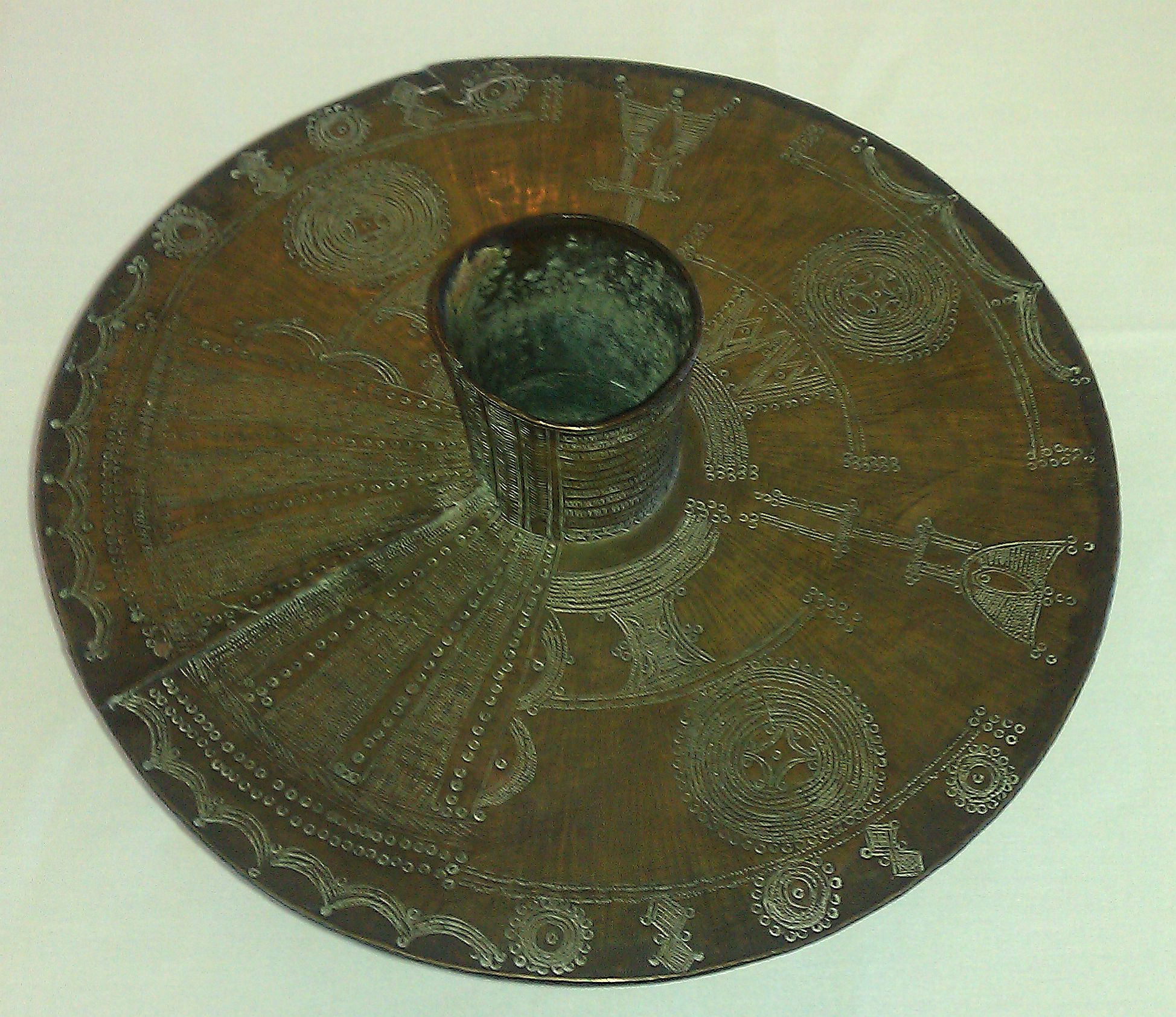